# 彭特灵
彭特灵是德国巴伐利亚州的一个市镇。总面积32.55平方公里，总人口5928人，其中男性2975人，女性2953人（2011年12月31日），人口密度182人/平方公里。